# No. 86 Wing RAAF
La No. 86 Wing RAAF est une Wing (military aviation unit) (en) de la Royal Australian Air Force (RAAF).

## Histoire
La No. 86 Wing RAAF est créée en mars 1945 pour participer à la Seconde Guerre mondiale dans le cadre de la guerre du Pacifique. L'unité est dissoute en 1968, puis elle est réactivée en 1987.